# Doris scripta
Doris scripta is een slakkensoort uit de familie van de Dorididae. De wetenschappelijke naam van de soort werd voor het eerst geldig gepubliceerd in 1907 door Bergh als Archidoris scripta.